# Wolfgang Kittel
Wolfgang Kittel, född 11 november 1899 i Berlin, död 27 februari 1967 i Bad Homburg vor der Höhe, var en tysk ishockeyspelare. Han var med i det tyska ishockeylandslaget som kom på delad åttondeplats i Olympiska vinterspelen 1928 i Sankt Moritz. Samma år blev han tysk mästare i Berliner SC.